# Józef Szarowicz
Józef Szarowicz (ur. 6 lutego 1898 w Párnicy, zm. 5 lub 6 kwietnia 1940 w Kalininie) – starszy przodownik Policji Województwa Śląskiego.

## Życiorys
Urodził się 6 lutego 1898 w Párnicy, w ówczesnym Kraju Korony Świętego Stefana, w rodzinie Stanisława i Wiktorii z Gąsiorów. Był młodszym bratem Jana (1895–1940), legionisty, funkojonariusza Policji Województwa Śląskiego, zamordowanego w Kalininie.
Od 20 sierpnia 1914 roku do 17 lutego 1918 w Legionach Polskich, służył w 3 pułku piechoty, następnie internowany. Od 15 listopada 1918 roku do 30 listopada 1919 roku w Wojsku Polskim, służył w 10 pułku piechoty, uczestnik wojny polsko-bolszewickiej i walk z Czechami. Działacz plebiscytowy na Górnym Śląsku. Od 1 listopada 1923 roku w Policji Województwa Śląskiego, pełnił służbę w Goczałkowicach koło Pszczyny, od 16 sierpnia 1933 roku komendant posterunku w Żorach w powiecie rybnickim.
Po agresji ZSRR na Polskę w 1939 roku znalazł się w niewoli radzieckiej w specjalnym obozie NKWD w Ostaszkowie. 5 lub 6 kwietnia 1940 został zamordowany przez NKWD w Kalininie (obecnie Twer). Pochowany w Miednoje.
4 października 2007 został pośmiertnie awansowany na stopień aspiranta Policji Państwowej.

## Ordery i odznaczenia
- Krzyż Niepodległości – 18 października 1932 „za pracę w dziele odzyskania niepodległości”[6]
- Krzyż Walecznych trzykrotnie „za czyny orężne w bojach byłego 3 pp Leg.”[7]
- Brązowy Krzyż Zasługi
- Medal Pamiątkowy za Wojnę 1918–1921
- Medal Dziesięciolecia Odzyskanej Niepodległości
- Krzyż Kampanii Wrześniowej 1939 r. - 1 stycznia 1986 (pośmiertnie)[8]